# هارمونیا (ریو گراند دو سول)
هارمونیا (به پرتغالی: Harmonia) یک منطقهٔ مسکونی در برزیل است که در ریو گرانده جنوبی واقع شده‌است. هارمونیا ۴٬۹۱۷ نفر جمعیت دارد.